# Величко Величков
 Тази статия е за футболиста Величко Величков.  За  политика вижте Величко Величков (политик).  
Величко Митков Величков е български футболист. Той играе като централен защитник. Висок е 195 см. и тежи 80 кг. Роден е в Тополовград и е юноша на местния тим. Има брат (Борислав Димитров) и е син на Димитър Величков-Демби, бивш играч на отбора от Тополовград – САКАРСКИ СПОРТИСТ.
Величков започва футболна кариера в родния си град Тополовград, в местния отбор ФК „Сакарски спортист“. После преминава в отбора на „Стефан Караджа“-Елхово, а в началото на 2006 г. – в „Ботев“ Пловдив със свободен трансфер. През зимата на 2008 Величков премина в Сливен, откъдето през зимата на 2009 г. е освободен и подписва с азербайджанския. Играе също известно време в Любимец. През 2014 г. започва като защитник в Славия София. Играе още за Арда, Борислав (Първомай), а през лятото на 2018 г. преминава в Марица (Пловдив).

## Статистика по сезони
| Сезон       | Отбор  | Първенство | Мачове | Голове |
| ----------- | ------ | ---------- | ------ | ------ |
| 2006/2007   | Ботев  | А група    | 18     | 0      |
| 2007/2008   | Ботев  | А група    | 21     | 2      |
| 2008/есен   | Ботев  | А група    | 11     | 0      |
| 2009/пролет | Сливен | А група    | 10     | 0      |
| 2009/есен   | Сливен | А група    | 2      | 0      |